# 10 Dywizjon Techniczny
10 dywizjon techniczny (10 dt) – oddział Wojsk Obrony Powietrznej Kraju w Strudze k. Marek był punktem konserwacji i napraw systemu rakietowego klasy ziemia-powietrze S-75 dla 3 Warszawskiej Brygady Rakietowej Obrony Powietrznej.